# Weno
Weno er en by i de fødererede stater i Mikronesien. Den er hovedstaden i delstaten Chuuk og med næsten 14.000 indbyggere den største by i østaten.
 Der er for få eller ingen kildehenvisninger i denne artikel, hvilket er et problem. Du kan hjælpe ved at angive troværdige kilder til de påstande, som fremføres i artiklen.